# Distretto di Nawa
Il distretto di Nawa è un distretto dell'Afghanistan situato nella parte meridionale della provincia di Ghazni, a 100 chilometri dal capoluogo, Ghazni. La popolazione appartiene completamente all'etnia Pashtun, e nel 2002 ammontava a 29.054 persone, il 45% delle quali erano bambini sotto i 12 anni. Il capoluogo del distretto è Nawa.

## Geografia
Il lago Ab-i Istada, situato all'interno del distretto, è stato decretato Important Bird and Biodiversity Area, per la varietà delle specie di uccelli che ospita.

## Economia
La maggior parte della popolazione vive in capanne di fango. L'agricoltura è fortemente influenzata dalla siccità. L'acqua viene estratta principalmente da pozzi superficiali. Altre fonti di sostentamento sono il commercio e l'allevamento.

## Sanità e istruzione
Nel distretto di Nawa vi è forte carenza di ospedali, scuole e personale specializzato.

## Operazioni militari
Il distretto di Nawa è stato teatro di operazioni militari, come documentato dal Washington Post e dal New York Times nell'ottobre del 2009.